# My Woman
“MY WOMAN”은 미국의 싱어송라이터 앤젤 올슨의 세 번째 정규 음반이다. 2016년 9월 2일 잭재규어를 통하여 발매하였다. 2014년에 공개한 정규 2집 “Burn Your Fire for No Witness” 이후 햇수로 2년 만에 발매한 정규 음반으로, 올슨이 홀로 수록곡 전부를 작사·작곡하였으며, 저스틴 레이슨과 함께 공동 프로듀서로서도 참여하였다. 전작 이후 자신의 음악 스타일을 확장시키는 음반으로, 글램 록, 그런지, 컨트리 팝 등 다양한 장르의 사운드가 들어가 있다.

## 제작

### 녹음
《My Woman》은 복스 스튜디오에서 녹음되었고, 저스틴 레이즌이 프로듀서로 참여했다. 음반의 구조에 대해 올슨은 이렇게 설명했다. "한 면에는, 당신이 기분좋은 날에 뭔가 정신이 없게 만들 노래가 있어요. 그런데, 당신 기분이 좀 처지는 날에 좀 더 사색적이 되고 싶다면 B면을 들으시면 돼요." 올슨은 음반의 주제에 대해 "여성으로서 사는 복잡한 엉망"이라고 말했다.

### 음악
《My Woman》은 2014년 발표한 《Burn Your Fire for No Witness》의 음악 스타일을 확장하려는 올슨의 시도로, 로-파이 인디 아티스트로서의 형식화를 피하는 데 중점을 두었다. 보컬에 대해서 올슨은 "복수의 목소리"이며, "보컬을 더 많이 사용하고 [좋아하는] 스타일로 노래하고 싶었다."고 말했다.
올슨의 이전 앨범과 비교하여 《My Woman》은 더 풍부하고 다양한 사운드를 담고 있다. 앨범에 영향을 준 뮤지컬 장르와 뮤지션으로는 플리트우드 맥, 더 셔를스, 크레이지 호스, 1970년대 글램 록, 1960년대 컨트리 팝, 그리고 그런지가 있다. 앨범의 오프닝 트랙인 〈Intern〉은 올슨의 이전 작품에서 크게 벗어난 것으로 여겨지는 신스팝 곡이다. 올슨은 〈Intern〉을 "사람들을 가지고 노는" 실험으로서 썼다고 했으며, "전 신스 음악을 만드는 친구를 두고 있고, 비꼬는 일을 하는 것이 재미있을지도 모른다고 생각했습니다."라고 말했다. 비평가는 〈Never Be Mine〉을 1960년대 쟁글 팝과 스페인 기타 음악과 견주기도 했다. 음반을 닫는 곡인 〈Pops〉는 피아노 발라드다.

## 발매
음반의 첫 번째 싱글은 〈Intern〉으로 2016년 6월 1일에 발매했다. 올슨이 감독한 뮤직비디오는 같은 날 공개됐다. 2016년 6월 6일에 《My Woman》이 공개되었고, 올슨이 감독한 두 번째 싱글 〈Shut Up Kiss Me〉의 뮤직 비디오가 6월 29일 발표되었다. 올센이 감독한 세 번째 싱글 〈Sister〉은 8월 24일 공개되었다.

## 평가
| 전문가 평가       | 전문가 평가 |
| 총 점수           | 총 점수     |
| 출처              | 점수        |
| ----------------- | ----------- |
| 메타크리틱        | 87/100      |
| 평가 점수         |             |
| 출처              | 점수        |
| 올뮤직            | [ 13 ]      |
| 《디 A.V. 클럽》  | A−          |
| 《시카고 트리뷴》 | [ 14 ]      |
| 《가디언》        | [ 15 ]      |
| 《모조》          | [ 16 ]      |
| 《NME》           | 4/5         |
| 《옵서버》        | [ 18 ]      |
| 피치포크 미디어   | 8.8/10      |
| 《Q》             | [ 19 ]      |
| 《롤링 스톤》     | [ 20 ]      |

《My Woman》은 비평가에게 대체적으로 호평을 받았다. 메타크리틱에서는 평균 점수 100점 만점에 87점을 받아 "보편적인 호평(universal acclaim)" 표기를 받았다.
피치포크 미디어의 진 페리는 음반을 '최우수 새 음악'으로 지명했고, "앤젤 올슨의 최신 음반은 그녀의 최고 음반이지만 고통, 슬픔, 희망의 노래를 응축시키는 소리와 스타일이 혼합되어 있다."고 썼다. 《디 A.V. 클럽》의 맷 윌리엄스는 A-을 주었고, "올슨이 《Burn Your Fire For No Witness》와 함께 돌파할 때 .... 그녀는 빠르게 슬픈 소녀로서의 자신을 접어두고 ... 《My Woman》와 함께, 올슨은 좁은 통찰력을 없애고 자신의 다면적 출력에 대한 기준을 높이고, 그 과정에서 그녀의 예술적 정체성의 새로운 측면을 구축했다."고 썼다. 팝매터스의 콜린 피츠제럴드는 《My Woman》가 "올슨의 새로운 워터마크"이며, "《Half Way Home》과 《Burn Your Fire For No Witness》 둘의 이질적인 임무와는 다르게, 꿈꾸는 신스팝의 낯선 공간으로 다가가 더 많은 후크와 팝을 중점으로 둔 작곡"을 했다고 썼다. 피츠제럴드는 계속해서, "《My Woman》에서 굉장히 놀란 것은 이 모든 것이 (《Burn Your Fire For No Witness》보다 훨씬 낫다.) 광대하고 포괄적인 비전을 이룬다는 거다."라고 썼다. 《레코드 컬렉터》는 "《My Woman》은 이상하며, 다소 불일치한 좋은 곡 모음집이고, 으시시하게 들릴 수도 있었을 훌륭한 곡들이 있다. 간단하게 연주되거나, 최소한의 전통적인 밴드 구조로 이들을 뒤흔들 때, 바로 이 때가 그들의 최선이나, 안타깝게도 지속되지 않는다"며 엇갈린 평가를 내렸다.
2016년 11월, 영국 음반 체인 HMV는 《My Woman》을 "직관적으로 영리하고, 따뜻하고 사교적이며, 용감하고 풍성한 음반"이라 부르며, 올해의 음반이라고 명명했다.

### 지명
| 발행물                  | 부문                                      | 연도 | 순위 | 출처   |
| ----------------------- | ----------------------------------------- | ---- | ---- | ------ |
| 디 A.V. 클럽            | 디 A.V. 클럽 선정 2016년 최우수 음반 50장 | 2016 | 3    | [ 23 ] |
| 《빌보드》              | 빌보드 선정 2016년 최우수 음반 50장       | 2016 | 28   | [ 24 ] |
| 《엔터테인먼트 위클리》 | 2016년 최우수 음반 50장                   | 2016 | 33   | [ 25 ] |
| 《고담이스트》          | 2016년 최우수 음반                        | 2016 | 10   | [ 26 ] |
| 《가디언》              | 2016년 최우수 음반 50장                   | 2016 | 21   | [ 27 ] |
| 《모조》                | 2016년 최우수 음반 50장                   | 2016 | 28   | [ 28 ] |
| 《NME》                 | 2016년 NME 선정 올해의 음반               | 2016 | 13   | [ 29 ] |
| NPR 뮤직                | 2016년 최우수 음반 50장                   | 2016 | 25   | [ 30 ] |
| 《페이스트》            | 최우수 음반 50장                          | 2016 | 7    | [ 31 ] |
| 《피치포크》            | 2016년 최우수 음반 20장                   | 2016 | 빈칸 | [ 32 ] |
| 《피치포크 미디어》     | 2016년 최우수 음반 50장                   | 2016 | 9    | [ 33 ] |
| 레드불                  | 레드불 선정 2016년 최우수 음반 25장       | 2016 | 5    | [ 34 ] |
| 《롤링 스톤》           | 2016년 최우수 음반 50장                   | 2016 | 34   | [ 35 ] |
| 로그 트레이드           | 올해의 음반                               | 2016 | 8    | [ 36 ] |
| 더 스키니               | 2016년 최우수 음반 50장                   | 2016 | 5    | [ 37 ] |
| 스테레오검              | 2016년 최우수 음반 50장                   | 2016 | 7    | [ 38 ] |

## 곡 목록
전체 작사·작곡: 앤젤 올슨
| #   | 제목                    | 재생 시간 |
| --- | ----------------------- | --------- |
| 1.  | 〈Intern〉              | 2:46      |
| 2.  | 〈Never Be Mine〉       | 3:41      |
| 3.  | 〈Shut Up Kiss Me〉     | 3:22      |
| 4.  | 〈Give It Up〉          | 2:56      |
| 5.  | 〈Not Gonna Kill You〉  | 4:57      |
| 6.  | 〈Heart Shaped Face〉   | 5:32      |
| 7.  | 〈Sister〉              | 7:45      |
| 8.  | 〈Those Were the Days〉 | 4:19      |
| 9.  | 〈Woman〉               | 7:37      |
| 10. | 〈Pops〉                | 4:41      |

## 차트
| 차트 (2016)                       | 최고 순위 |
| --------------------------------- | --------- |
| 오스트레일리아 앨범 (ARIA)        | 29        |
| 벨기에 앨범 (울트라탑 플랑드르)   | 36        |
| 벨기에 앨범 (울트라탑 왈로니아)   | 138       |
| 프랑스 앨범 (SNEP)                | 185       |
| 아일랜드 앨범 (IRMA)              | 43        |
| 포르투갈 앨범 (AFP)               | 38        |
| 스위스 앨범 (슈바이처 히트파라데) | 58        |
| 영국 음반 (OCC)                   | 40        |
| 미국 빌보드 200                   | 47        |

## 참여 인원
《My Woman》에 참여한 사람은 다음과 같다.
- 앤젤 올슨 	-	작곡가, 내부 사진, 프로듀서
- 크리스 올굿 	-	보조원
- 스튜어트 브로노 	-	주요 인원
- 콜린 뒤퓌 	-	믹싱
- 에밀리 야신 	-	주요 인원
- 마이클 해리스 	-	엔지니어
- 조슈아 예거 	-	주요 인원
- 마일스 존슨 	-	디자인
- 세스 코프먼 	-	주요 인원
- 에밀리 라자르 	-	마스터링
- 아만다 마샬리스 	-	커버 사진, 내부 사진
- 리사 낸시 	-	커버 사진
- 저스틴 레이즌 	-	엔지니어, 주요 인원, 프로듀서
- 로렌스 로스먼 	-	추가 인원